# (36782) Okauchitakashige
(36782) Okauchitakashige est un astéroïde de la ceinture principale.

## Description
(36782) Okauchitakashige est un astéroïde de la ceinture principale. Il fut découvert le 20 septembre 2000 au Bisei Spaceguard Center par le programme BATTeRS. Il présente une orbite caractérisée par un demi-grand axe de 2,64 UA, une excentricité de 0,19 et une inclinaison de 10,4° par rapport à l'écliptique.

## Compléments